# Sabina Spielrein
Sabina Naftulovna Spielrein (en ruso Сабина Нафтуловна Шпильрейн; Rostov del Don, Rusia, 7 de noviembre de 1885 – ibíd. Unión Soviética, 12 de agosto de 1942) fue una psiquiatra y psicoanalista rusa de origen judío. Fue una de las primeras mujeres en la historia del psicoanálisis, y su principal aporte teórico fue la elaboración del concepto de «pulsión destructiva y sádica» con base en el cual Sigmund Freud desarrollaría más tarde la pulsión de muerte.

## Biografía

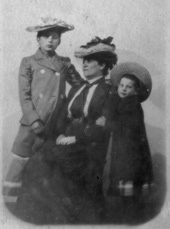
Sabina Spielrein de niña (izquierda), junto a su madre y hermana.

Sabina Spielrein nació en Rostov del Don, en el seno de una familia de origen judío, tradicional y de clase social alta. Fue la mayor de los cinco hijos del matrimonio formado por Naftul Moshkovich (más tarde: Nikolai Arkadievich) Spielrein, comerciante, y Emilia Eva Markovna Lublinskaya, odontóloga.
Aunque las familias acomodadas de Rostov enviaban a sus hijos al jardín infantil francés, los padres decidieron que Sabina asistiera junto con su hermano Yakob (también llamado Yasha o Jan) a una pequeña escuela primaria del movimiento pedagógico Froebel, que gozaba de cierta reputación por su innovador enfoque, ilustrado y liberal, para la enseñanza de niños pequeños. En el hogar recibió educación adicional en música, había una profesora privada residente en casa, Leontievna, además de una niñera polaca. De sus padres aprendió a hablar inglés, francés, alemán y yidis. Más tarde completó sus competencias lingüísticas con el hebreo bíblico.
Las reseñas biográficas la describen como una niña difícil y rebelde, que frecuentemente era castigada, intelectualmente muy inquieta, con un rendimiento escolar brillante, de gran imaginación y con un interés sexual precoz.
Cuando su única hermana Emilia acababa de cumplir un año y Sabina ya tenía once, Nikolai compró un terreno en la excelente ubicación de la avenida Pushkinskaya 97 e hizo construir en 1896 una elegante y amplia casa para la familia en estilo neorococó. Este mismo año en que comenzó la construcción de la casa, Sabina fue admitida en una escuela secundaria de alta exigencia, el «Yekaterinskaya Gymnasium». De las notas en su diario se desprende que el padre la sometía a una gran presión respecto del rendimiento académico. Paralelamente a las tareas escolares destinaba además muchas horas a ensayos y estudios musicales de violín, piano y canto.
Permaneció en Rostov hasta los 18 años, momento en el que fue internada en una clínica psiquiátrica: fue enviada a Zúrich por sus padres para que se sometiera a un tratamiento en el Burghölzli Mental Hospital donde permaneció desde el 17 de agosto de 1904 hasta el 1 de junio de 1905.
Tras la complicada infancia descrita, padecía ahora de crisis depresivas. Acababa de pasar por un episodio psicótico agudo y presentaba trastornos de la afectividad, con alternancia de llantos y risas compulsivas. Allí conoció a Carl Gustav Jung, quien la atendió aplicando las técnicas del recientemente desarrollado tratamiento psicoanalítico para tratar la histeria.
Según los describe Jung en sus notas, ambos padres eran histéricos (los documentos de la historia clínica fueron publicados en 2001). El padre, colérico e impulsivo, además de recurrir repetidamente al maltrato físico, así como al castigo moral y trato humillante, amenazaba también con el propio suicidio cuando Sabina a los 16 años intenta algunos pasos independientes. La madre aparece descrita por Jung como una mujer infantil y seductora que a veces tiende a rivalizar con su hija.
El tratamiento de Jung fue exitoso, curándose completamente de sus graves síntomas. Por otro lado, Sabina se enamoró de su analista y se hicieron amantes.
Inmediatamente después de recuperada, ingresó a la escuela de medicina de la Universidad de Zúrich, de hecho, durante las primeras semanas continuaba residiendo en la clínica Burghölzli y concurría desde allí a sus clases hasta que alquiló un apartamento. Puesto que Zúrich fue la primera universidad europea en aceptar mujeres, se había convertido en un polo de atracción para ellas, especialmente para las estudiantes rusas, de modo que Sabina estaba lejos de ser la única: en 1910 había 362 estudiantes rusas en la Universidad de Zúrich. El hecho de haber pasado un tiempo en la clínica psiquiátrica, si bien había retrasado sus planes (desde siempre quiso estudiar medicina) también le había dado una cierta ventaja: se había hecho más adulta, tenía experiencia en el trato con médicos de renombre y dominaba mejor el idioma alemán que sus compañeras y compañeros inmigrantes. Según los análisis de pasajes de su diario, los estados de ánimo que más caracterizan su vida personal en los años de la escuela de medicina fueron cambiantes, volubles, pero acompañados siempre de un serio compromiso con el estudio científico. Sus palabras denotan grandes anhelos de amor, pero a la vez profundo temor y desprecio por el matrimonio y miedo a las decepciones. En cuanto a sus sentimientos por Carl G. Jung durante esta época de estudiante, no parecen ser predominantemente eróticos, sino más bien marcados por una profunda admiración, donde lo pasional es menos notorio que el «culto al héroe».
Se graduó en medicina en 1911 defendiendo una tesis sobre un caso de esquizofrenia (Über den psychologischen Inhalt eines Falles von Schizophrenie, «Acerca del contenido psicológico en un caso de esquizofrenia»); su tesis fue dirigida en Zúrich por Eugen Bleuler y es uno de los primeros aportes teóricos para el abordaje psicoanalítico de los pacientes con esquizofrenia. Fue escrita principalmente en el transcurso de 1910 y presentada en febrero de 1911. Con ella obtuvo la licenciatura en medicina y una matrícula de honor en psiquiatría.
Le cuesta mucho separarse de Jung, mas tiene que asumir la realidad de que se trata de un hombre casado que no dejará a su mujer. La idea fija, que mantuvo por largo tiempo, de querer tener a toda costa un hijo de Jung, también será abandonada. Así, no sin dificultades, logra dejar Zúrich, para pasar primeramente algunas semanas de descanso en Chailly s. Clarens, a orillas del lago de Ginebra. Enseguida continúa rumbo a Múnich, donde pasa algunos meses estudiando Historia del Arte y terminando su trabajo más importante Die Destruktion als Ursache des Werdens.
En este mismo año, fue elegida miembro de la Wiener Psychoanalytische Vereinigung, convirtiéndose en la primera mujer miembro de una asociación de psicoanálisis. En esta asociación expuso por primera vez (en una reunión del 25 de noviembre de 1911) su tesis sobre la pulsión de destrucción. Este trabajo se publicó un año más tarde con el título de Destruktion als Ursache des Werdens («La destrucción como causa del devenir»).
En 1912 se casó con Pavel Scheftel, un médico ruso de ascendencia judía y a partir de allí llevó por un tiempo su apellido. Del matrimonio nacieron dos hijas, Renate, nacida en 1913, y Eva, nacida en 1926.
En los años siguientes se dedicó al trabajo clínico psicoanalítico, en Viena, en Berlín y principalmente en Ginebra, donde trabajó en el laboratorio de Édouard Claparède y se hizo miembro de la Sociedad Psicoanalítica de Ginebra que él lideraba. Se concentró por esta época en temas de pedagogía y psicología evolutiva y daba conferencias sobre psicoanálisis con niños en el Instituto Jean-Jacques Rousseau.
En 1922 fue la psicoanalista de Jean Piaget, quien fue su analizando y alumno más notable, en una relación de tratamiento didáctico que duró ocho meses.

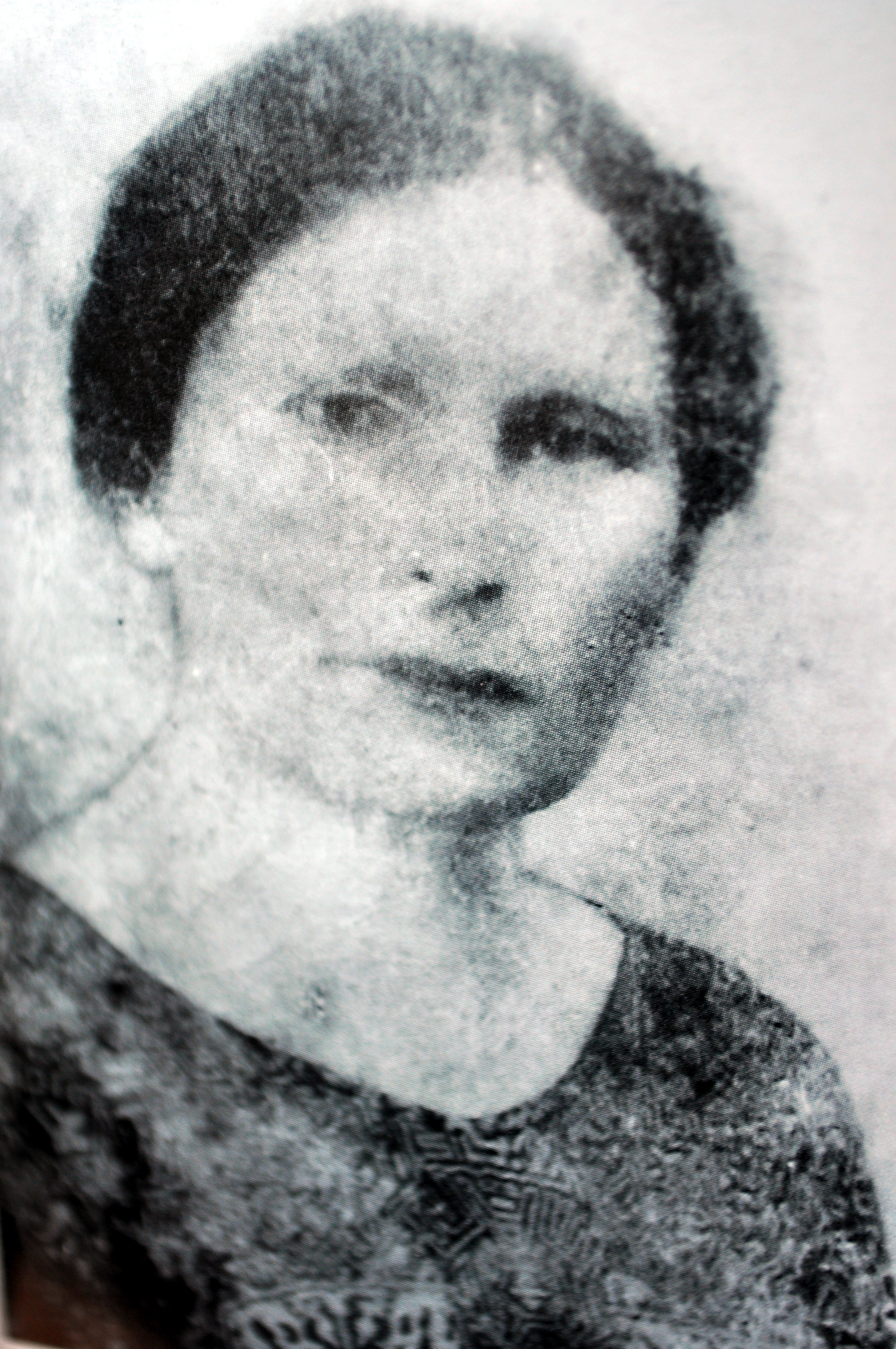
Foto de Sabina Spielrein en su cédula de identidad, década de 1930.

En 1923, y con apoyo de Sigmund Freud, Spielrein regresó junto a su hija a Rusia, que entre tanto se había convertido en república soviética. Se hizo miembro de la Asociación Psicoanalítica Rusa y analista didáctica, trabajando como médico en la ambulancia del instituto estatal psicoanalítico de Moscú. Paralelamente, fue jefa de la unidad de paidología de la universidad estatal y trabajó junto a Vera Schmidt en un jardín de infancia en Moscú, denominado White Nursery (todos los muebles y paredes eran blancos). La institución fue creada con la finalidad de fomentar el crecimiento de niños como personas libres lo más pronto posible, siendo clausurada tres años más tarde por las autoridades bajo acusación falsa y atribución de practicar perversiones sexuales en los niños (de hecho, Stalin alistó realmente a su propio hijo, Vasily, en el White Nursery bajo nombre falso).
Un poco más de un año tras su regreso a la Unión Soviética, Sabina Spielrein volvió a su ciudad natal, donde vivió nuevamente con su esposo. En 1926, tuvo a su segunda hija, Eva, y trabajó como médico en el policlínico psiquiátrico.
En 1936 se prohibió definitivamente la paidología, de modo que comenzó a trabajar como médico de escuelas públicas. A pesar de que el psicoanálisis estaba prohibido en la Unión Soviética, continuó trabajando hasta 1940.

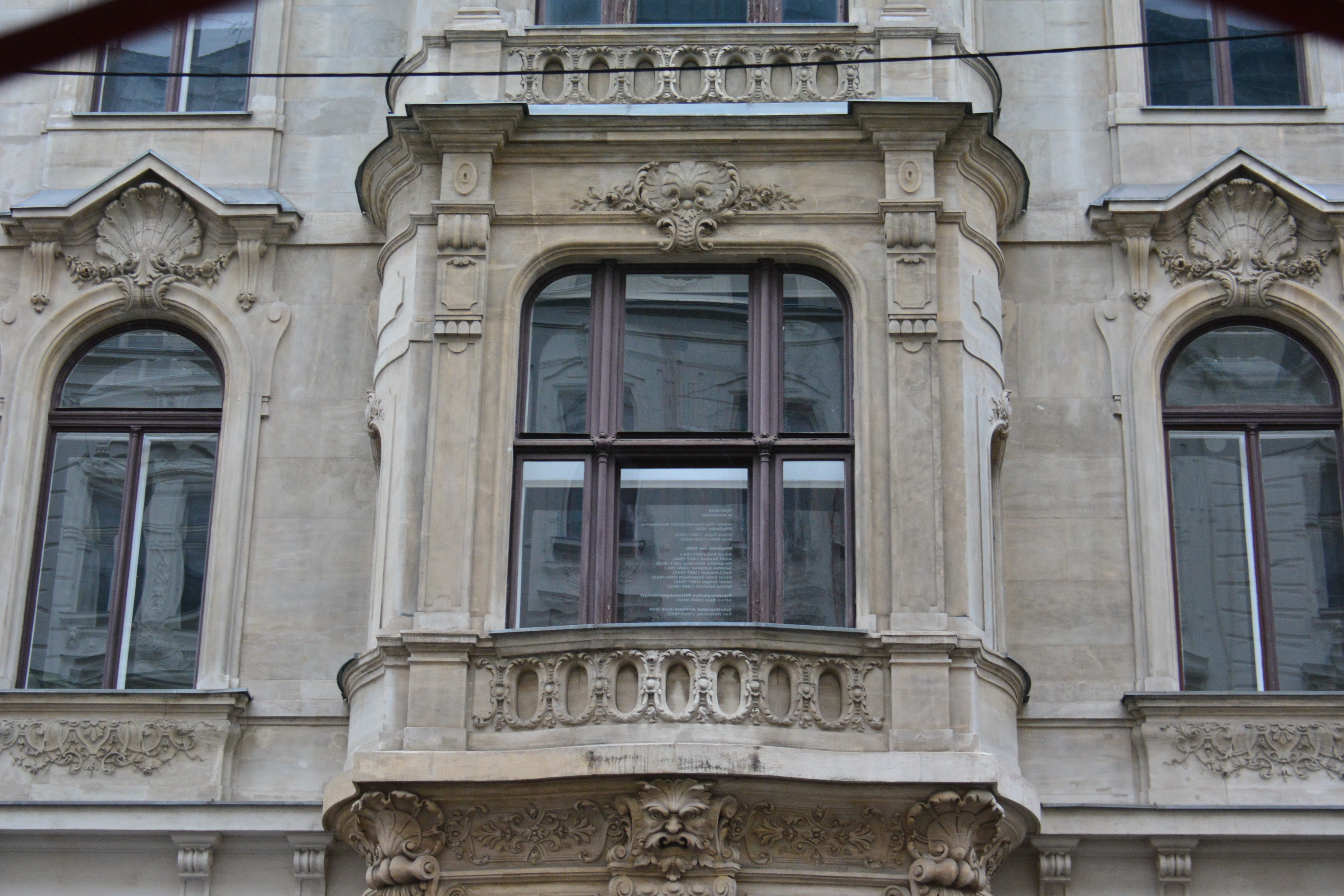
La placa conmemorativa de los psicoanalistas asesinados durante la era nazi, entre ellos Sabina Spielrein, se encuentra en el primer piso de Salzgries 16, sede de la Asociación Psicoanalítica Vienesa.

Su esposo Pavel Naumovich Scheftel falleció víctima de un infarto en 1937 o en 1938, según otra fuente. Sus tres hermanos, Jan, Isaac y Emil fueron arrestados y desaparecieron en el Gulag durante la Gran Purga de Stalin. El 26 de diciembre de 1937, el mayor, Isaac, quien había sido psicólogo, pionero de la psicología del trabajo en la Unión Soviética, fue condenado a muerte por fusilamiento, sentencia que se ejecutó de inmediato. Su cuerpo inerte fue arrojado a una fosa común. Jan y Emil, por ser sus hermanos y además científicos, fueron también ejecutados. En enero de 1938 fusilaron a Jan. Emil recibió un disparo en Rostov en junio del mismo año. El 17 de agosto de 1938, a la edad de 77 años murió Nikolai, el padre de Sabina, en circunstancias no esclarecidas, puesto que, aunque no era joven, tampoco estaba enfermo.
En 1942, tras la ocupación de Rostov por la Deutsche Wehrmacht (el ejército alemán de Hitler), Sabina Spielrein y sus dos hijas fueron asesinadas, junto a otros judíos de Rostov, por un Comando de las SS.
Las cartas, los diarios y las copias de Sabina Spielrein de los expedientes del hospital fueron revelados y publicados, al igual que su correspondencia con Jung y Freud.

## Principales aportes teóricos

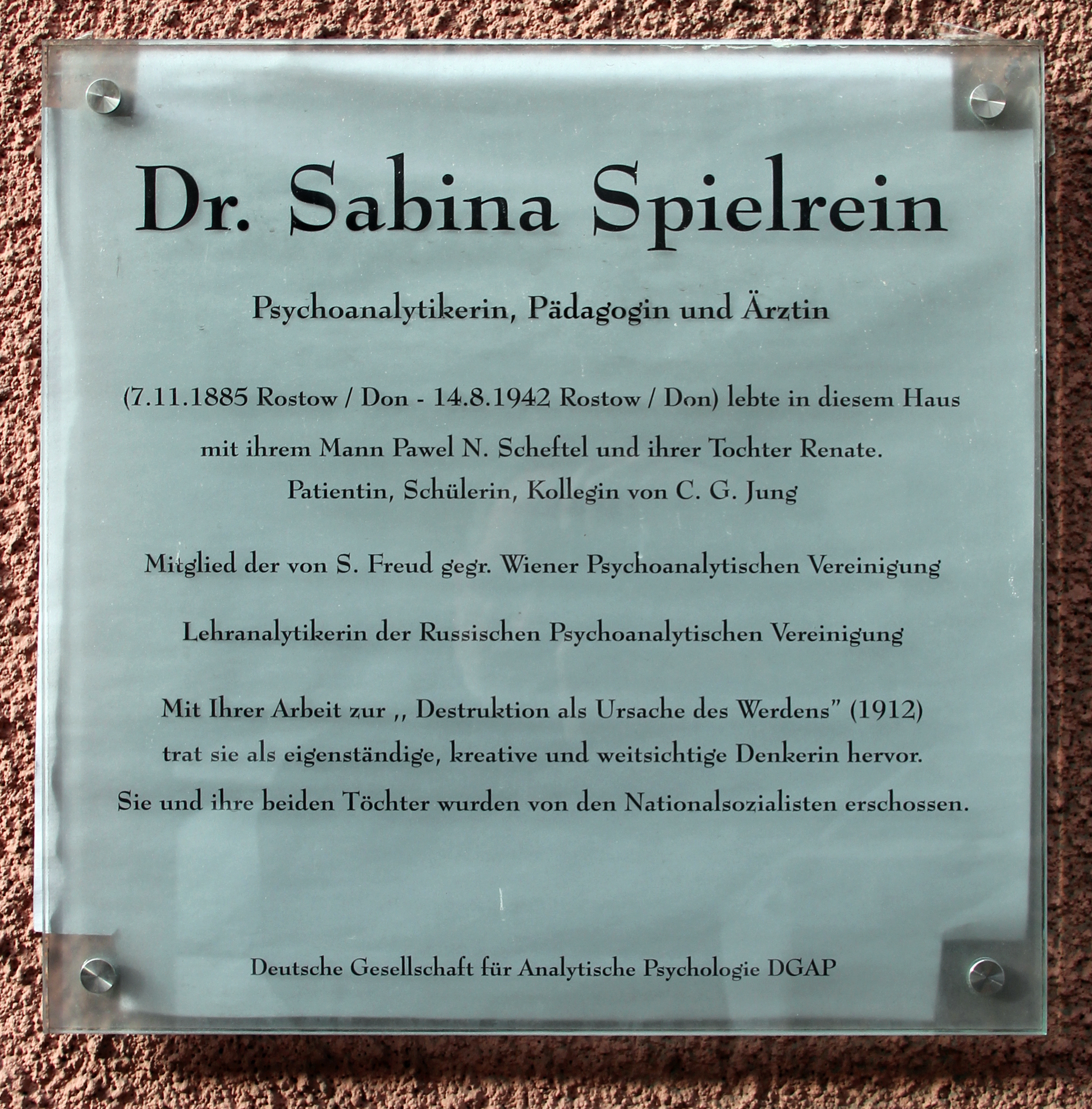
Placa conmemorativa en la antigua residencia de Sabina Spielrein en Berlín, Alemania.

Sabina Spielrein elaboró el concepto de pulsión destructiva y sádica, sin duda, su principal contribución, cuya directa influencia en el desarrollo que llevó a Freud a postular la existencia de la pulsión de muerte ha quedado demostrada y bien documentada. Los argumentos que despliega en Destruktion als Ursache des Werdens («La destrucción como causa del devenir») son la base que inspira las tesis desarrolladas por Freud en su famoso ensayo Más allá del principio de placer, obra fundamental con la que se produce un gran giro en la teoría, abriendo paso a lo que se conoce como «segunda tópica».
Igualmente se ha reconocido la influencia relevante de Sabina Spielrein en la elaboración de la noción de ánima realizada por Jung, un concepto fundamental de la psicología analítica, en parte debido a una referencia que hizo Jung cincuenta años después en su autobiografía compilada y editada por Aniela Jaffé Recuerdos, sueños, pensamientos en la que alude a un encuentro interior desde la técnica de la imaginación activa con una voz femenina que despertó su conciencia del ánima. Relató que "sabía que la voz provenía de una mujer y reconocí en ella la voz de una paciente, una psicópata muy inteligente que tenía una gran confianza en mí. Había llegado a ser una forma viviente en mi interior". Sin embargo, en la transcripción inédita de los comentarios de Jung registrada por Aniela Jaffé en 1957, Jung dejó claro que esta mujer era Maria Moltzer y no Spielrein. No obstante, Lance Owens ha documentado que la relación con Spielrein fue de hecho crucial para la evolución de la concepción de Jung de lo que mucho más tarde denominó el "ánima".
Poco antes de partir a Viena para continuar su formación con Sigmund Freud, hizo los acabados finales en la redacción de su tesis sobre la esquizofrenia. Se trataba del análisis de la historia clínica de una paciente esquizofrénica muy deteriorada, en cuyos delirios primaban contenidos de muerte y decadencia, sin que fuese capaz de expresar la mayoría de ellos de manera verbal. Spielrein trabajó rigurosamente en el desciframiento y organización de estos contenidos, descubriendo una dualidad en la pulsión sexual, con un elemento disgregador destructivo y un elemento constructivo. Este último, denominado por ella «componente transformador», es una noción conceptualmente cercana a lo que más tarde Freud introdujo como sublimación, y en el antagonismo descrito, que ciertamente guarda una similitud estructural con la pulsión de vida y de muerte, algunos autores ven una primera aproximación a los conceptos que sustentan la pulsión de muerte, mientras que otros analizan que en este primer escrito de Sabina Spielrein lo que hay es el inicio «de una elegante teoría de la represión» sobre la que Spielrein regresará en trabajos posteriores.
En tiempos recientes, principalmente tras el redescubrimiento de su diario, escritos personales y correspondencia en 1977 (publicados parcialmente por primera vez en 1980) se la reconoce además como pionera del psicoanálisis infantil y se le atribuyen contribuciones teóricas relevantes en psicología evolutiva y del desarrollo, compartiendo una posición que hasta hace muy poco ocupaban de manera exclusiva Anna Freud y Melanie Klein.
Una importante proporción de estos trabajos fueron desarrollados antes de su trabajo en el hogar de niños de Moscú, durante su estadía en Ginebra. Allí publicó muchos artículos, en parte basados en protocolos de observación y notas sobre el comportamiento de su propia hija, Renate, acerca del desarrollo del lenguaje infantil y los posibles orígenes de trastornos afásicos. Al respecto postuló la tesis de que los trastornos del pensamiento que se observan en la afasia muestran rasgos estructuralmente similares al pensamiento infantil.

## Publicaciones (selección)
Los artículos y ensayos de Sabina Spielrein están escritos originalmente en alemán, en su mayoría. Solo una parte pequeña de sus escritos ha sido traducida al inglés u otros idiomas y publicada recientemente. Las traducciones al español son más escasas. En la lista siguiente se incluye con propósitos informativos una traducción de los títulos, lo que no significa que exista una traducción publicada del correspondiente artículo.
- Spielrein, Sabina (1911). «Über den psychologischen Inhalt eines Falles von Schizophrenie (Dementia Praecox)» [Acerca del contenido psicológico de un caso de esquizofrenia (Dementia praecox)]. Jahrbuch für psychoanalytische und psychopathologische Forschungen (en alemán) 3: 329-400.
- Spielrein, Sabina (1912). «Die Destruktion als Ursache des Werdens» [La destrucción como causa del devenir]. Jahrbuch für psychoanalytische und psychopathologische Forschungen (en alemán) 4: 465-503.[25]
- Spielrein, Sabina (1912). «Beiträge zur Kenntnis der Kindlichen Seele» [Contribución al conocimiento de la mente infantil]. Zentralblatt für Psychoanalyse und Psychotherapie (en alemán) 3: 57-72.
- Spielrein, Sabina (1912). «Mutterliebe» [Amor de madre]. Imago (en alemán) 2: 523-24.
- Spielrein, Sabina (1913). «Selbstbefriedigung in Fusssymbolik» [La masturbación en el simbolismo del pie]. Zentralblatt für Psychoanalyse und Psychotherapie (en alemán) (3): 263.
- Spielrein, Sabina (1913). «Traum vom Vater Freudenreich» [Sueño con el padre Freudenreich]. Internationale Zeitschrift für ärztliche Psychotherapie (en alemán) 1: 484-486.
- Spielrein, Sabina (1913). «Das unbewusste Träumen in Kuprins Zweikampf» [El sueño inconsciente en El duelo de Kuprín]. Imago (en alemán) 2: 524-525.
- Spielrein, Sabina (1913). «Die Schwiegermutter» [La suegra]. Imago (en alemán) 2: 589-591.
- Spielrein, Sabina (1914). «Der vergessene Name» [El nombre olvidado]. Internationale Zeitschrift für ärztliche Psychoanalyse (en alemán) 2: 383-384.
- Spielrein, Sabina (1914). «Tiersymbolik and Phobie bei einem Knaben» [Simbolismo animal y fobia en un niño]. Internationale Zeitschrift für ärztliche Psychoanalyse (en alemán) 2: 375-377.
- Spielrein, Sabina (1914). «Zwei Mensesträume» [Dos sueños de menstruación]. Internationale Zeitschrift für ärztliche Psychoanalyse (en alemán) 2: 32-34.
- Spielrein, Sabina (1915). «Ein unbewusster Richterspruch» [Un fallo inconsciente]. Internationale Zeitschrift für ärztliche Psychoanalyse (en alemán) 3: 350.
- Spielrein, Sabina (1916). «Die Äusserungen des Oedipuskomplexes im Kindersalter» [Las expresiones del complejo de Edipo en la edad infantil]. Internationale Zeitschrift für ärztliche Psychoanalyse (en alemán) 1: 44-48.
- Spielrein, Sabina (1920). «Das Schamgefühl bei Kindern» [El sentimiento de vergüenza en los niños]. Internationale Zeitschrift für ärztliche Psychoanalyse (en alemán) 6: 157-158.
- Spielrein, Sabina (1920). «Zur Frage der Entstehung und Entwicklung der Lautsprache» [Acerca del surgimiento y desarrollo del lenguaje hablado]. Internationale Zeitschrift für ärztliche Psychoanalyse (en alemán) 6: 401}.
- Spielrein, Sabina (1920). «Das Schwache Weib» [La mujer débil]. Internationale Zeitschrift für ärztliche Psychoanalyse (en alemán) 6: 158.
- Spielrein, Sabina. «Verdrängte Munderotik» [Erotismo oral reprimido]. Internationale Zeitschrift für ärztliche Psychoanalyse (en alemán) 6: 361-362.
- Spielrein, Sabina (1920). «Renatchens Menschenentstehungstheorie» [La teoría de la gestación de Renatita]. Internationale Zeitschrift für ärztliche Psychoanalyse (en alemán) 6: 155-157.
- Spielrein, Sabina (1921). «Russische Literatur» [Literatura rusa]. Bericht über die Fortschritte der Psychoanalyse 1914–1919 (en alemán) (Viena: Internationaler Psychoanalytischer Verlag).
- Spielrein, Sabina (1921). «Schnellanalyse einer kindlichen Phobie» [Análisis rápido de una fobia infantil]. Internationale Zeitschrift für ärztliche Psychoanalyse (en alemán) 7: 473-474.
- Spielrein, Sabina (1922). «Briefmarkentraum» [Sueño con sellos postales]. Internationale Zeitschrift für ärztliche Psychoanalyse (en alemán) (8): 342-343.
- Spielrein, Sabina (15 de enero de 1922). «Qui est l’auteur du crime?» [¿Quién es el autor del crimen?]. Journal de Geneve (en francés) (2).
- Spielrein, Sabina (1922). «Die Entstehung der kindlichen Worte Papa und Mama» [El origen de las palabras infantiles «papá» y «mamá»]. Imago (en alemán) 8: 345-367.
- Spielrein, Sabina (1922). «Schwiez» [Suiza]. Internationale Zeitschrift für ärztliche Psychoanalyse (en alemán) 8: 234-235.
- Spielrein, Sabina (1923). «Rêve et vision de étoiles filantes» [Sueño y visión de estrellas fugaces]. International Journal of Psycho-Analysis (en francés) 4: 129-132.
- Spielrein, Sabina (1923). «Die drei Fragen» [Las tres preguntas]. Imago (en alemán) 9: 260-263.
- Spielrein, Sabina (1923). «L’automobile: Symbole de la puissance male» [El automóvil:símbolo del poder (de la potencia) masculina]. International Journal of Psycho-Analysis (en francés) 4: 128.
- Spielrein, Sabina (1923). «Ein Zuschauertypus» [Un tipo espectador]. Internationale Zeitschrift für ärztliche Psychoanalyse (en alemán) 9: 210-211.
- Spielrein, Sabina (1923). «Quelques analogies entre la pensée de l’enfant, celle de l’aphasique et la pensée subconsciente» [Algunas analogías entre el pensamiento del niño, el de la afasia y el pensamiento subconsciente]. Archives de psychologie (en francés) 18: 306-322.
- Spielrein, Sabina (1923). «Einige kleine Mitteilungen aus dem Kinderleben» [Algunos pequeños mensajes desde la vida infantil]. Zeitschrift für Psychoanalytische Pädagogik (en alemán) 2: 95-99.
- Spielrein, Sabina (1923). «Die Zeit im unterschwelligen Seelenleben» [El tiempo en la vida psíquica subconsciente]. Imago (en alemán) 9: 300-317.
- Spielrein, Sabina (1931). «Kinderzeichnungen bei offenen und geschlossenen Augen» [Dibujos infantiles con los ojos abiertos y cerrados]. Imago (en alemán) 16: 259-291.
- Spielrein, Sabina (1994). «Destruction as the Cause of Coming into Being» [La destrucción como causa del devenir]. Traducción al inglés del artículo Die Destruktion als Ursache des Werdens. Journal of Analytical Psychology (en inglés) 39 (2): 155-186.
- Spielrein, Sabina (2003). «The origin of the child’s words ‘papa’ and ‘mama.’ Some observations on the different stages in language development» [El origen de las palabras infantiles «papá» y «mamá». Algunas observaciones sobre los diferentes estadios en el desarrollo del lenguaje].  En Covington, Coline; Wharton, Barbara, eds. Traducción al inglés del artículo Die Entstehung der kindlichen Worte Papa und Mama. En:Sabina Spielrein: Forgotten Pioneer of Psychoanalysis (en inglés) (New York): 287-305.

## Obra traducida al español
- Spielrein, Sabina (2021). La destrucción como origen del devenir. Traducción Florencia Molfino, rústica, 112 páginas. Universidad Nacional Autónoma de México. ISBN 9786073041546.

## Cine y documental
- En 2002, fue realizado un documental por la directora sueca Elisabeth Marton: Ich heiß Sabina Spielrein (Mi nombre fue Sabina Spielrein) y emitido en los EE. UU. a finales de 2005.
- El mismo año, Roberto Faenza dirigió la película Prendimi l'anima, en la que reconstruye la historia de la relación entre Jung (Iain Glen) y Sabina Spielrein (Emilia Fox), quien en 1904, a la edad de 19 años, ingresa en la Clínica Psiquiátrica de Burghölzli con una compleja neurosis (según escribe Jung a Freud, en marzo de 1909) y a quien Jung tratará con éxito en unos meses, utilizando procedimientos terapéuticos novedosos (método asociativo y psicogalvanómetro).[26]
- El director de cine David Cronenberg estrenó en 2011 A Dangerous Method, la adaptación al cine de una obra de teatro de 2002 de Christopher Hampton. Su argumento pivota alrededor de las relaciones profesionales y afectivas surgidas entre Sabina Spielrein, Carl Gustav Jung y Sigmund Freud. Sus protagonistas son Keira Knightley (Spielrein), Michael Fassbender (Jung) y Viggo Mortensen (Freud).[27]